# Sybille Bammerová
Sybille Bammerová (* 27. dubna 1980, Linz, Rakousko) je bývalá rakouská profesionální tenistka. Byla jednou z matek hrajících na okruhu WTA, které se po porodu vrátily k profesionální kariéře; mezi další patří Lindsay Davenportová, Rossana de los Ríosová či Kim Clijstersová.

## Finálové účasti na turnajích WTA (2)

### Dvouhra – vítězství (2)
| Legenda                     |
| Kategorie Tier IV (1)       |
| Kategorie Premier (0)       |
| Kategorie International (1) |

| Č. | Datum             | Turnaj           | Povrch | Soupeřka ve finále     | Výsledek      |
| 1. | 11. únor 2007     | Pattaya, Thajsko | tvrdý  | Gisela Dulková         | 7-5, 3-6, 7-5 |
| 2. | 19. červenec 2009 | Praha, Česko     | antuka | Francesca Schiavoneová | 7-6(4), 6-2   |

## Fed Cup
Sybille Bammerová se zúčastnila 6 zápasů ve Fed Cupu za tým Rakouska s bilancí 4-3 ve dvouhře a 0-3 ve čtyřhře.

## Postavení na žebříčku WTA na konci sezóny

### Dvouhra
| Rok    | 1995 | 1996   | 1997   | 1998   | 1999   | 2000   | 2001   | 2002   | 2003   | 2004   | 2005  | 2006  | 2007  | 2008  | 2009  |
| Pořadí | 843. | ▲ 830. | ▲ 548. | ▲ 245. | ▲ 238. | ▼ 294. | ▼ 787. | ▲ 176. | ▲ 170. | ▲ 151. | ▲ 79. | ▲ 53. | ▲ 21. | ▼ 26. | ▼ 55. |

### Čtyřhra
| Rok    | 2002 | 2003   | 2004   | 2005   | 2006   | 2007   | 2008   | 2009   |
| Pořadí | 350. | ▲ 344. | ▼ 704. | ▼ 958. | ▲ 240. | ▼ 480. | ▼ 895. | ▲ 884. |